# Immeuble du 52 rue Saint-Pierre à Caen
L'immeuble du 52 rue Saint-Pierre à Caen est un édifice situé à Caen, dans le département français du Calvados, en France. Il est classé au titre des monuments historiques.

## Localisation
Le monument est situé au no 52 rue Saint-Pierre, principal axe du centre-ville ancien de Caen. Il est accolé au no 54, également classé au titre des monuments historiques.

## Historique
Le libraire Jean du Mont acquiert la parcelle jouxtant le Tripot (halle au blé) au début du XVIe siècle, mais la maison est probablement construite lorsque celui-ci devient échevin en 1512. Lors des travaux de restauration de 2017-2018, le chêne utilisé pour la construction des deux maisons des nos 52-54 a été daté à 1513 grâce à la technique de la dendrochronologie.
L'encorbellement est interdit en Normandie en 1524.
Pierre du Mont, fils de Jean du Mont, hérite de la charge de receveur des deniers communs et de l'hôtel de la rue Saint-Pierre. À sa mort, ses enfants se partagent la propriété et en vendent une partie.  Dans le courant du XVIIIe siècle, la propriété est réunifiée. 
Au XIXe siècle, la façade est remaniée. Les fenêtres sont abaissées et les fenêtres de gauche sont décalées. Une partie des meneaux et croisillons disparaissent alors. Elle est restaurée dans son état d'origine après la Seconde guerre mondiale.
Cette maison est classée au titre des monuments historiques par la liste de 1862, mais elle est déclassée en 1888. Elle est inscrite en 1927, puis classée le 22 août 1946.
L’État rachète la maison en 1984. L'édifice devient de 1986 à 2009 le musée de la poste et des télécommunications sous l'impulsion de Louis Mexandeau.
La façade est à nouveau restaurée en 2017-2018.

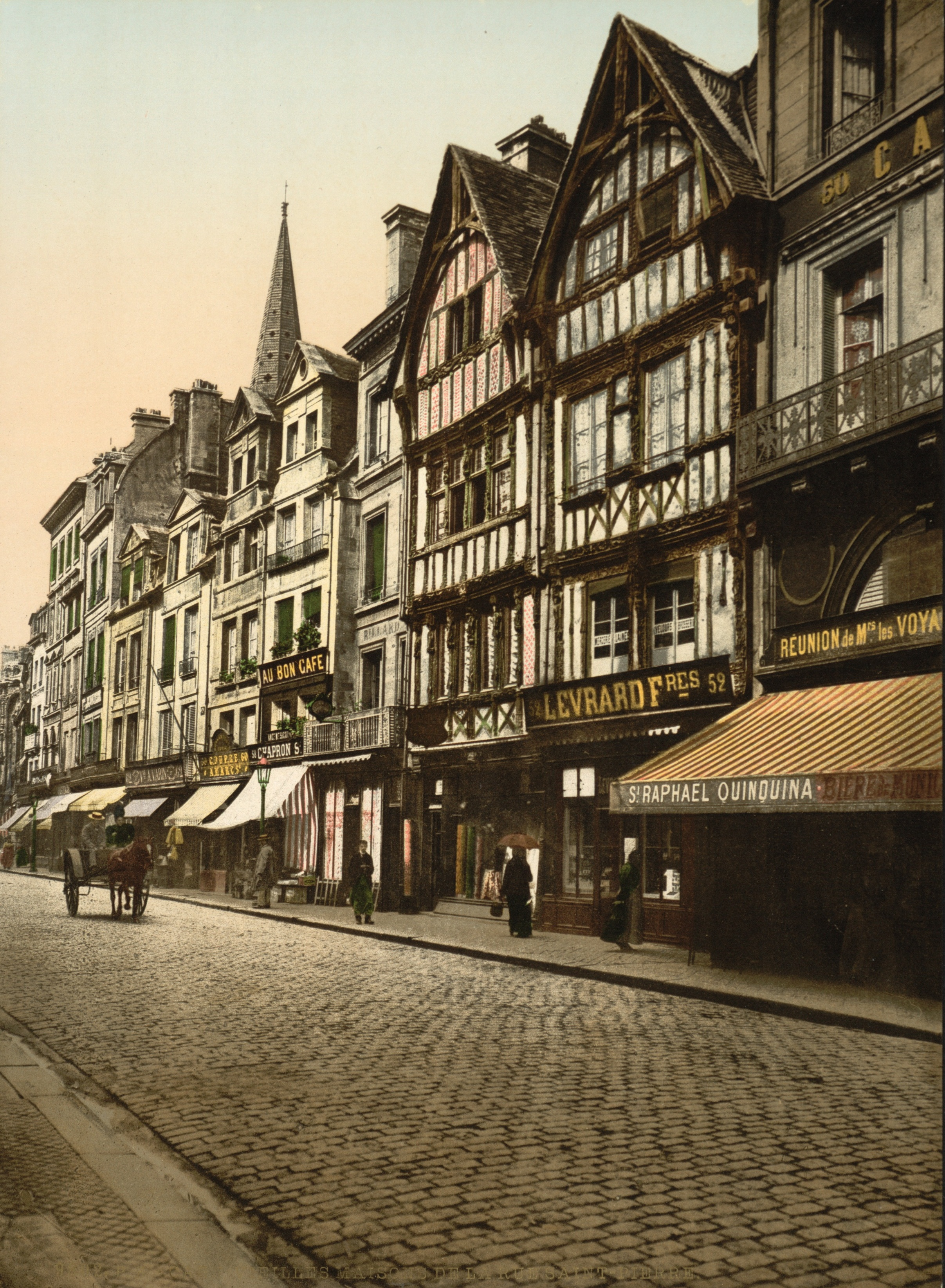
Vue ancienne de la rue Saint-Pierre
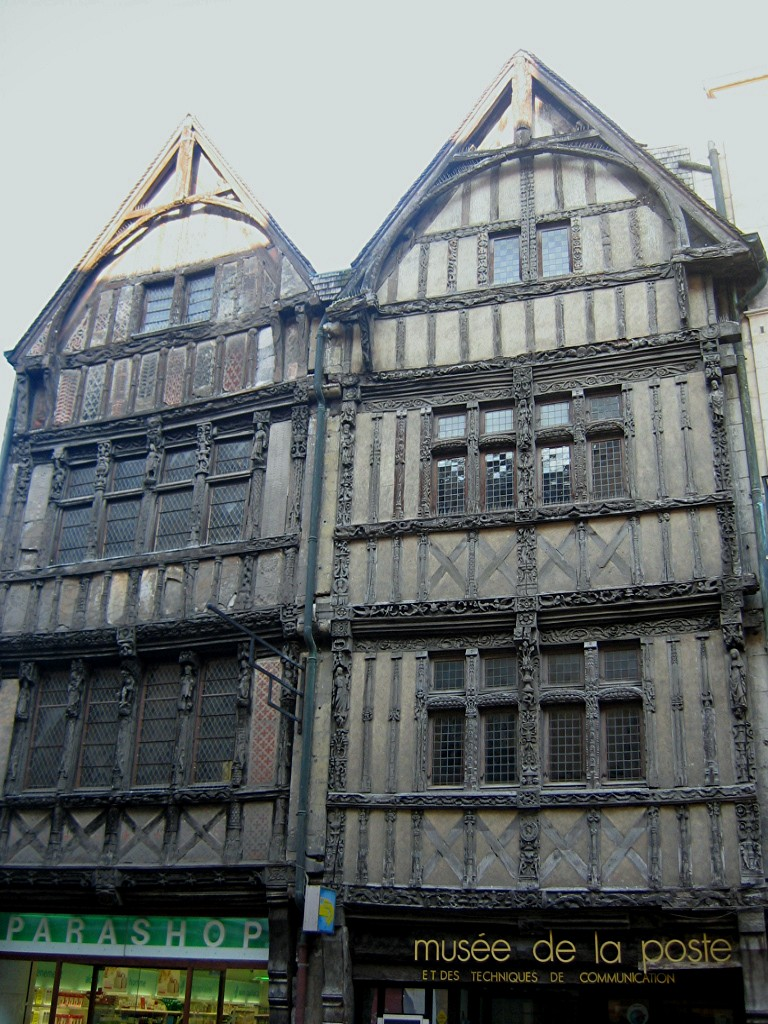
l'édifice avant restauration
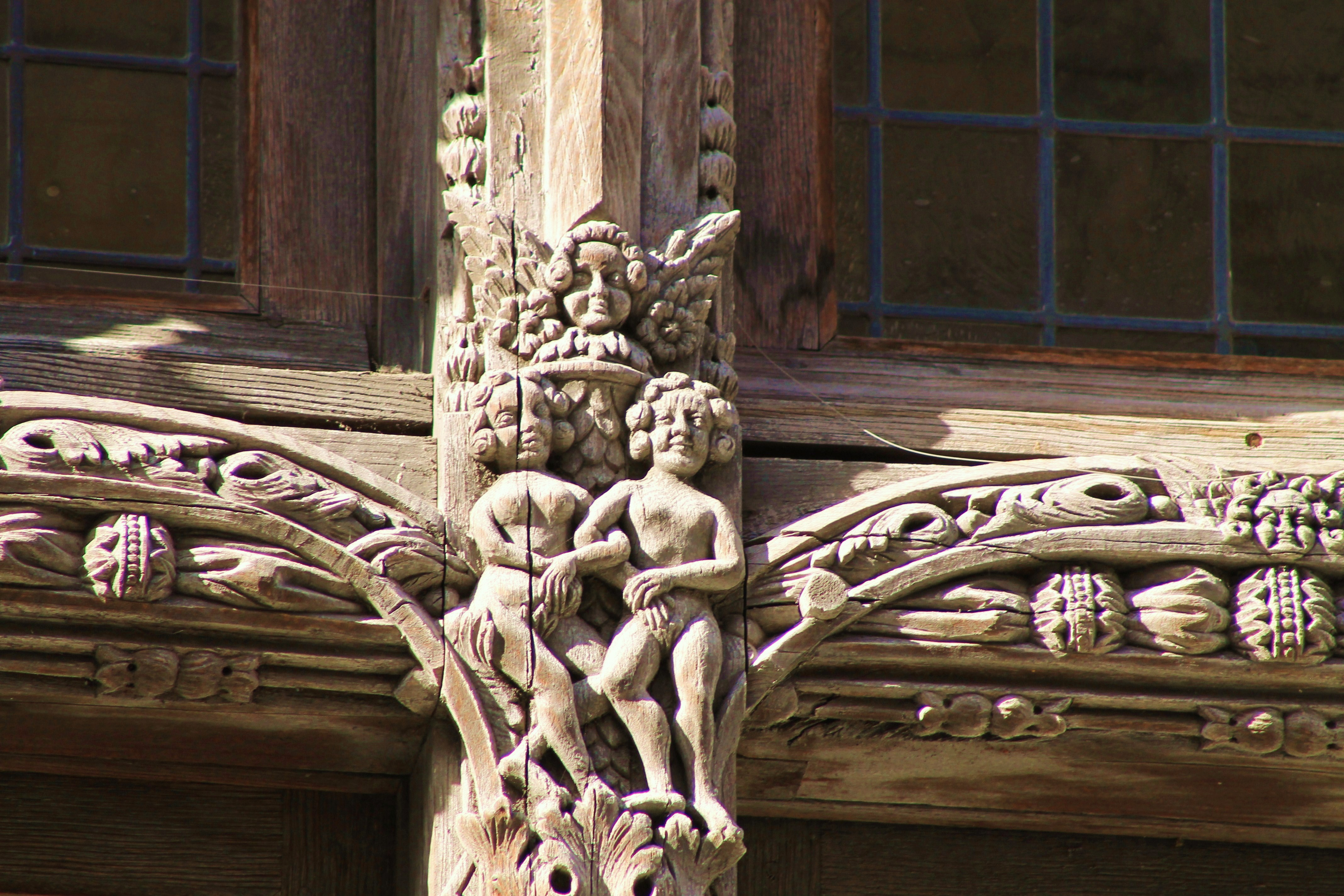
Détail de la façade

## Architecture
La façade sur rue est à pans de bois, torchis et brique. Comme au no 54, le décor est richement sculpté mêlant thèmes religieux et à l'antique. Mais ce dernier est plus présent au no 52. Les sablières sont ornées de frises où des créatures fantastiques se mêlent aux rinceaux. Les poteaux sot garnis de candélabres auxquels viennent s'ajouter quatre portraits en médaillons. Au centre du second étage, trône une vierge couronnée de deux anges. Lors de la restauration des années 2010, les éléments sculptés sont peints en rouge comme à l'origine.
Le reste de l'édifice est en pierre de Caen.
Les contrats de vente du XVIIe siècle nous permettent de connaître l'organisation originelle de la maison. Comme cela est souvent le cas, une porte sur la rue, située à droite, ouvre sur une allée qui longe la boutique du rez-de-chaussée. Cette allée conduit à une salle ou une arrière-boutique à l'arrière du bâtiment. Un escalier disposé dans une tour élevée à l'angle de la cour permet de rejoindre les niveaux supérieurs qui abritent chacun deux chambres.